# Agda Österberg

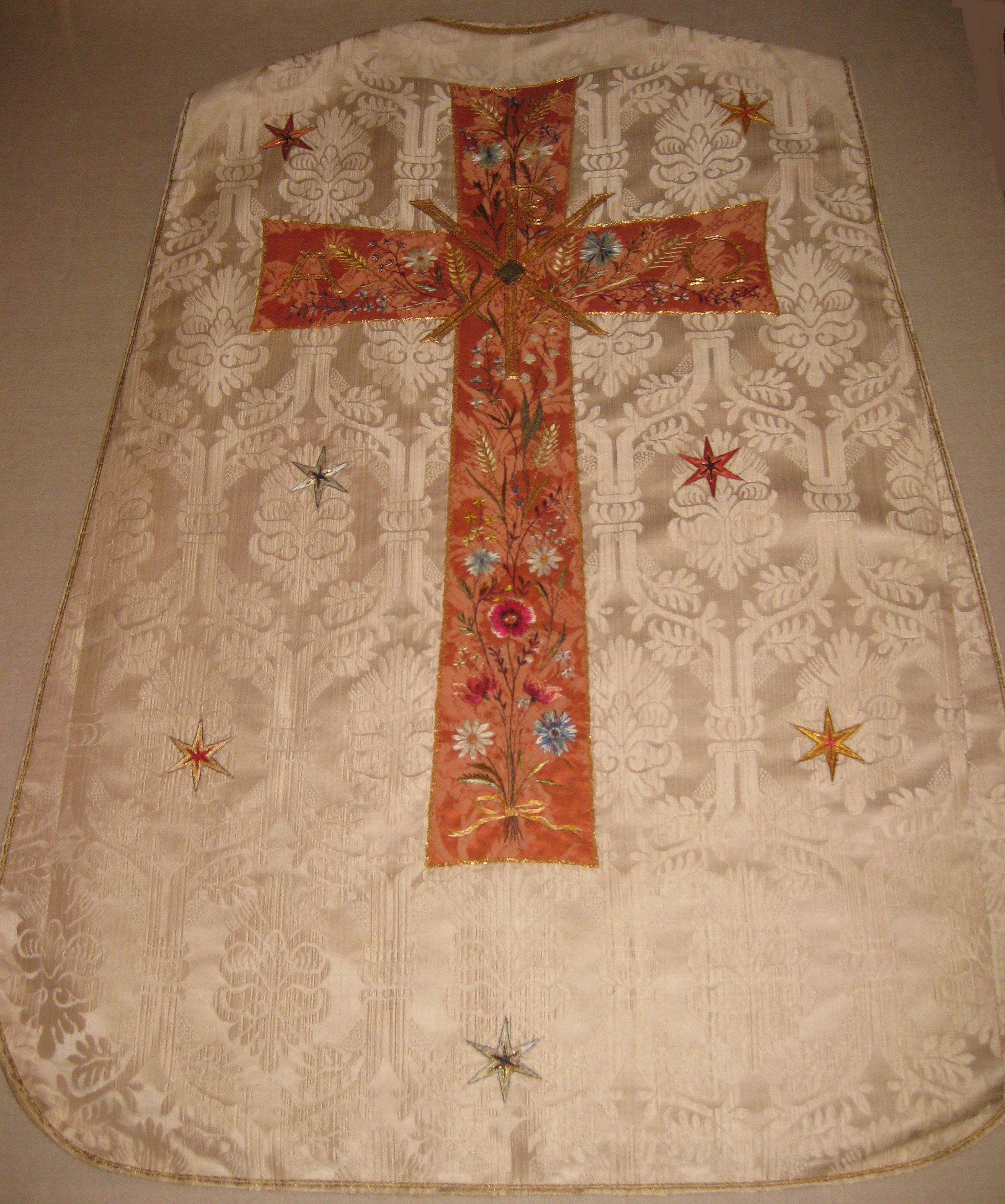
Mässhake för Falu Kristine kyrka, formgiven av Agda Österberg 1928.

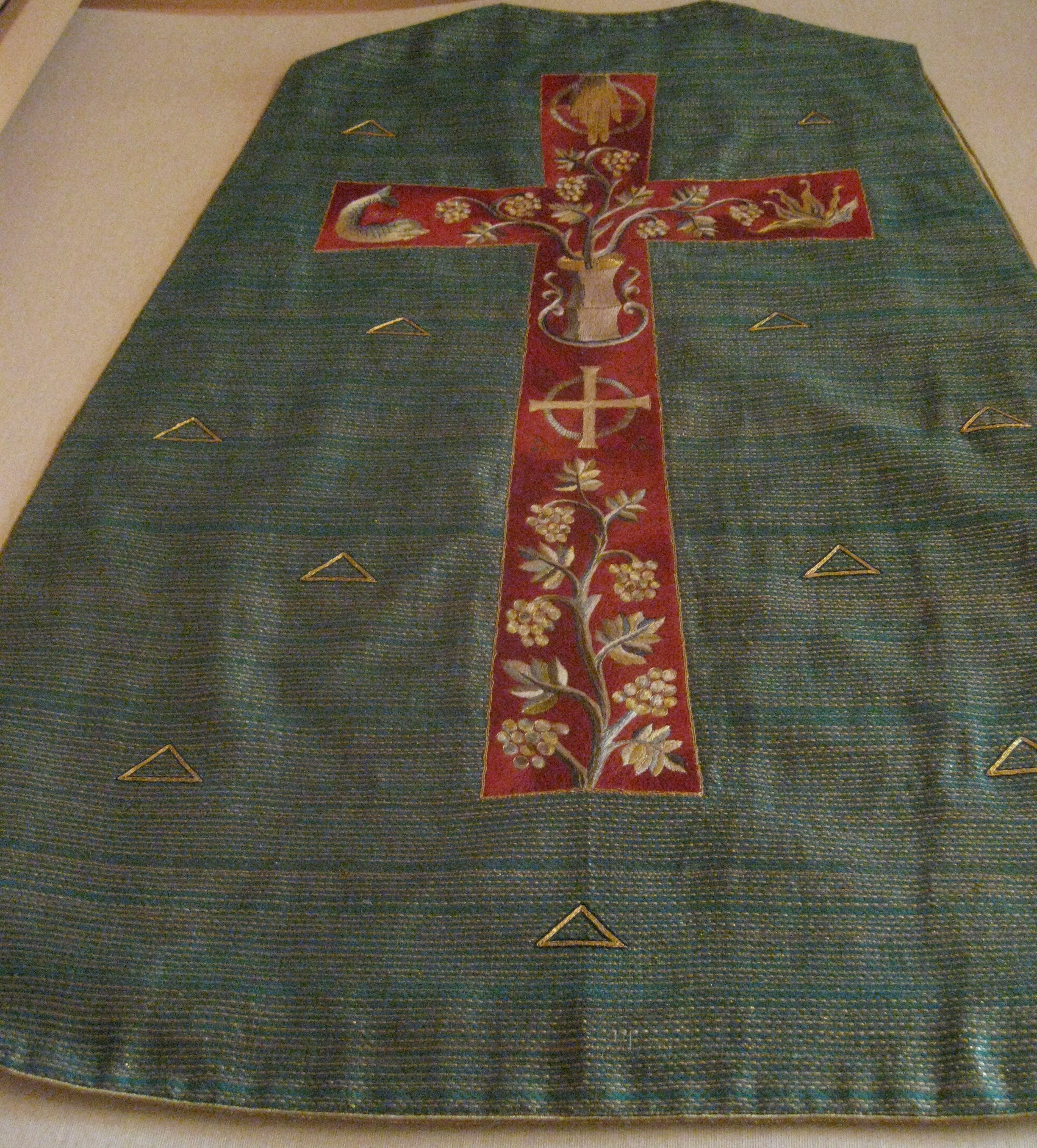
Grön mässhake av linne för Falu Kristine kyrka formgiven av Agda Österberg 1930.

Agda Elisabeth Österberg, född 28 oktober 1891 i Stockholm, död 30 maj 1987, var en svensk formgivare, textilkonstnär, målare och tecknare. 

## Biografi
Agda Österberg var andra barnet i en syskonskara på sex. Fadern Per August Österberg arbetade med tillverkning av nysilver hos firman A.G. Dufva, han dog 1903. Modern Agnes Amalia Mittag drev en liten matservering för att klara familjens försörjning. Agda, som då var i tonåren, bidrog genom att arbeta som hembiträde. Husmor i den familjen noterade Agdas konstnärliga talanger och hjälpte henne att utveckla dessa på Althins målarskola.
Under perioden januari 1912 till maj 1914 studerade Österberg vid Tekniska skolans i Stockholm huvudavdelning Högre konstindustriella skolan (nuvarande Konstfack), under sin studietid bedrev hon museistudier under upprepade besök i de flesta viktiga konstcentra i Europa. Hon var innehavare av HT Cedergrens studiestipendium 1911–1914.
Under åren 1910–1921 var Österberg periodvis knuten till AB S:t Eriks Lervarufabriker i Uppsala. Hon formgav och dekorerade brukskeramik, bland annat en hel servis hushållsgods som visades på Liljevalchs konsthall 1917.
Österberg var 1914–1922 anställd som "mönsterritare" hos Föreningen Handarbetets vänner (HV) i Stockholm där hon under Carin Wästbergs ledning lade grunden till sitt stora textlkunnande och avancerar där till "artist". 
Hon erhöll 1920 Svenska Slöjdföreningens och Kommerskollegium stipendium för fem veckors studier i Italien och Tyskland, bland annat vid Bauhausskolan i Weimar.
År 1925 deltog hon i Världsutställningen i Paris med ett antependium med vinträdet och kyrkans skepp. Samma år komponerade hon de två flossamattor som ingår i Stockholms gåva till kronprinsparet. Den största är på 7,0 x 3,5 m. Mattorna finns numera i Gustav Adolfs vardagsrum på Ulriksdals slott.
I april 1926 slutade Österberg hos Handarbetets Vänner och övergick till Diakonistyrelsens företag för kyrklig konst, AB Libraria. Från 1926 var hon chef och konstnärlig ledare för ateljén.
Österberg drev verksamheten vid Libraria i Stockholm till 1933 då hon lämnade Stockholm och bosatte sig i Villa Nås, Varnhem. Hon övertog Axevalla-Varnhemsslöjd och inledde egen verksamhet med väveri och broderiateljé.
Under åren 1939–1940 byggde Österberg tillsammans med sin man konstnären Gunnar Sixten Lindström huset Tre Bäckar i Varnhem med ateljéer och eget väveri. Från Tre Bäckar utgick under åren textilier till ett par tusen kyrkor och offentliga miljöer. Bland annat utförde hon en mässhake för Jakobs kyrka 1933 och broderiet Sjunde inseglet utfört i guld och silke för Gustaf Adolfs kyrka i Borås till hennes större arbeten räknas basse-lisse-tapeten Kunskapens träd för Lidköpings stadsbibliotek. Österberg är känd för sina mattor och bildvävar i kraftfulla mönster och starka färger. Sedan 1925 ställde hon ut separat ett flertal gånger i Stockholm och ett stort antal landsortsstäder samt på Island. Hon var representerad i ett stort antal konsthantverksutställningar. År 1977–1978 drog sig Österberg tillbaka från aktivt skapande. 
Österberg finns representerad vid Nationalmuseum i Stockholm och med en större flossamatta vid prins Eugens Waldemarsudde samt vid Designarkivet